# Alpha Circini

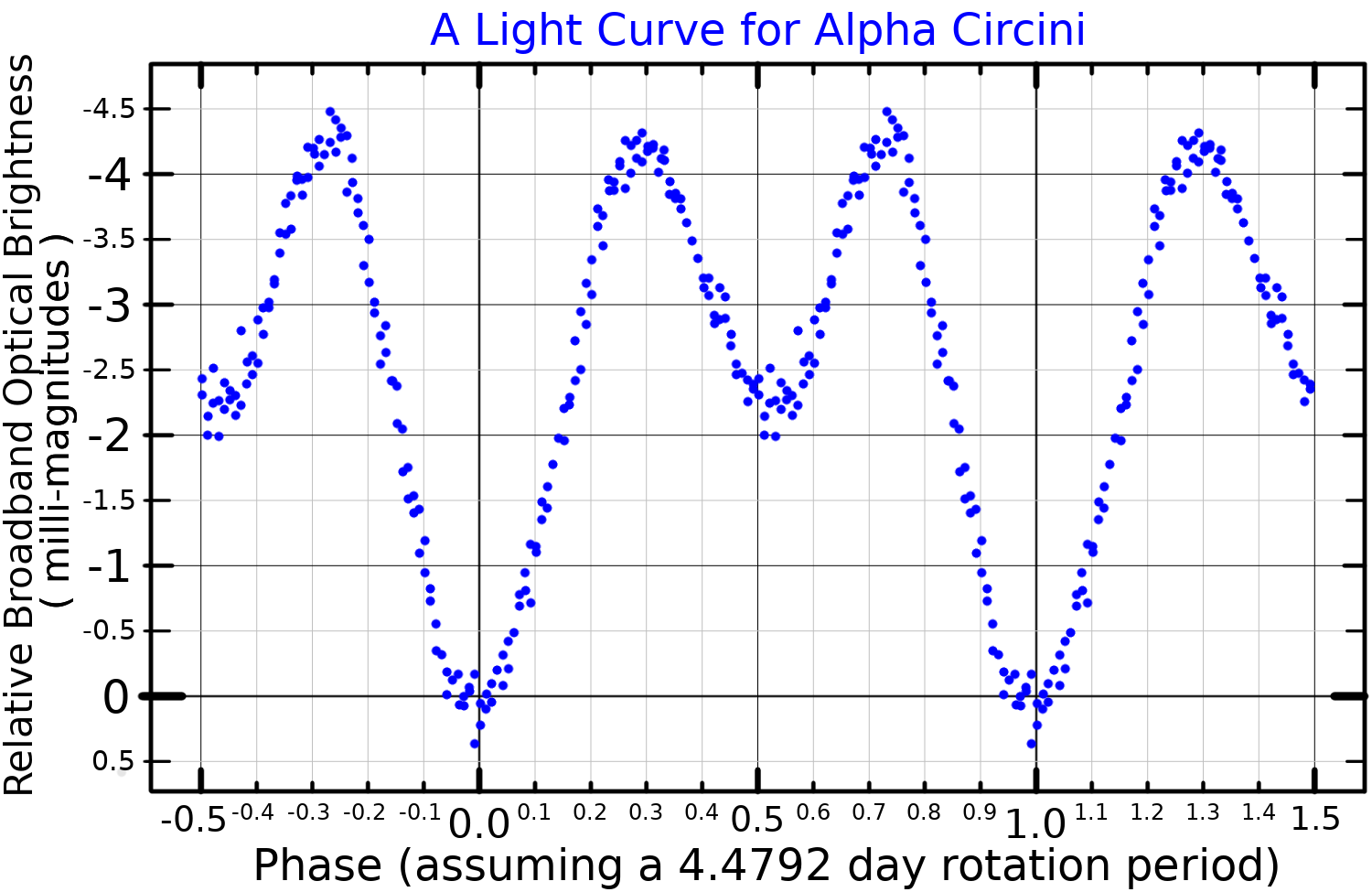
Lichtkromme van Alpha Circini

Alpha Circini is de helderste ster in het sterrenbeeld Passer. de ster staat op 54 lichtjaar van de zon.